# Marcello Caetano
Marcello José das Neves Caetano (Lisszabon, Portugália, 1906. augusztus 17. – Rio de Janeiro, Brazília, 1980. október 26.) portugál ügyvéd, politikus.

## Előmenetel
Lisszabonban született, és ugyanitt végezte tanulmányait. 1931-ben szerzett jogi doktorátust, és már 1932-től a lisszaboni egyetemen tanított. 1940-ben professzorrá avatták (egészen 1968-ig, miniszterelnöki kinevezéséig ilyen minőségben tanított), illetve az egyetem rektorának tisztségét is betöltötte 1959–1962 között. Nagy szerepet játszott Salazar korporativista Új Állam-tervezetének kidolgozásában. A harmincas évektől fogva a kormányban töltött be különféle pozíciókat: eleinte a Portugál Ifjúság nevű szervezet vezetője lett, majd 1944–1947 között gyarmatügyi miniszter, 1955–1958 között pedig Salazar miniszterelnök-helyettese volt.

## A Szociális Állam élén
1968. szeptember 28-án, Salazar balesete nyomán nevezték ki miniszterelnökké. Salazar hagyatéka egy tekintélyelvű állam volt, amit ugyan átneveztek Szociális Állammá (Estado Social), de súlyos társadalmi és gazdasági problémákkal küszködött, és megörökölte a gyarmati háborút. Caetano alapvetően megőrizte a salazari rendszer jellegzetességeit, ám egyúttal szerény léptékű, gesztusértékű reformokat is kezdeményezett (például a politikai rendőrség átnevezése, ellenzék korlátozott működésének engedélyezése). A gyarmatok megőrzését továbbra is elsőrendű célnak tekintette a portugál vezetés, és továbbra is hatalmas összegeket öltek az afrikai területek megtartásáért vívott harcba.
A helyzetet rontotta Caetano – Salazarhoz mért – tehetségtelensége és rivalizálása Tomás elnökkel, aki igyekezett bővíteni saját mozgásterét. 1973-tól kezdve a hadsereg berkeiben ellenállási mozgalom kezdődött: a Fegyveres Erők Mozgalma (Movimento das Forças Armadas), ami a következő év márciusában sikertelenül próbálta meg átvenni a hatalmat. Végül 1974. április 25-én a „szegfűk forradalma” döntötte meg Caetano hatalmát, és António de Spínola tábornok vezetésével ismét egy junta került hatalomra. A Szociális Állam vezetőjének Madeirára, aztán Brazíliába kellett menekülnie. 1980-ban halt meg Rio de Janeiróban.